# Trichomanes diversifrons
Espèce
Trichomanes diversifrons est une espèce de fougères de la famille des Hyménophyllacées.

## Description
Cette espèce a les caractéristiques suivantes :
- un rhizome robuste, épais, à port cespiteux et dont les racines à la base sont nombreuses et robustes ;
- les frondes sont marquées par un fort dimorphisme :
  - les frondes fertiles sont simples au limbe entier légèrement crénelé et plus longues que les frondes stériles, atteignant jusqu'à 40 cm de long sur quatre à huit millimètres de large ; leur pétiole est de 12 à 20 cm de long ;
  - les frondes stériles sont profondément divisées une fois, longues de moins de 30 cm et larges de trois à sept centimètres ; leur pétiole a seulement de 2 à 8 cm de long ;
- la nervuration des frondes stériles est catadrome, sans fausses nervures[2] ;
- les sores sont tubulaires avec un très long style portant les sporanges.

## Distribution
Cette espèce est présente en Amérique tropicale - centrale et du sud -, du Nord du Brésil au Sud du Mexique, dont la Guyane, et dans les Caraïbes - Dominique et Jamaïque - (elle ne semble pas présente en Guadeloupe ou Martinique).
Principalement terrestre, elle se trouve en milieux forestiers humides, dans des ravines et talus très ombragés et bords de rivières.

## Position taxinomique et historique
Trichomanes diversifrons est classé dans le sous-genre Feea dont elle a été sélectionnée par comme espèce représentative.
En 1825, Jean-Baptiste Bory de Saint-Vincent décrit un échantillon de Guyane, collecté par M. Poiteau, sous le nom de Hymenostachys diversifrons Bory.
En 1849, Roelof Benjamin van den Bosch renomme complètement le basionyme de Bory de Saint-Vincent pour le placer dans le genre Feea : Feea boryi Bosch, estimant que l'épithète spécifique attribué par Bory de Saint-Vincent est trop trivial.
En 1899, Richard Emil Benjamin Sadebeck publie, dans la partie Hymenophyllaceae de son ouvrage sur les familles des plantes, le transfert du basionyme de Bory de Saint-Vincent opéré par Georg Heinrich Mettenius du genre Hymenostachys dans le genre Trichomanes.
En 1938, Edwin Bingham Copeland place le basionyme de Bory de Saint-Vincent dans le genre Feea.
En 1974, Conrad Vernon Morton confirme le placement du basionyme de Bory de Saint-Vincent dans le genre Trichomanes et complète par son classement dans le sous-genre Achomanes, secion Feea, sous-section Hymenostachys.
En 1805, un herbier de Guyane d'un bateau français capturé par un corsaire anglais est ramené à Londres. Edward Rudge, en l'absence d'indications du collecteur, constitue une chimère avec une fronde fertile de Trichomanes spicatum et une fronde stérile de Trichomanes diversifrons. Il la dénomme Trichomanes elegans, homonyme de Trichomanes elegans Rich. dont la publication date de 1792.
En 1843, Karel Bořivoj Presl replace cette espèce dans le genre Hymenostachys - Hymenostachys elegans (Rudge) C.Presl, en signalant, comme Bory de Saint-Vincent, que la fronde fertile n'appartient pas à cette espèce.
En 1875, Karl Anton Eugen Prantl place le basionyme de Edward Rudge dans le genre Ptilophyllum : Ptilophyllum elegans.
En 2006, Atsushi Ebihara, Jean-Yves Dubuisson, Kunio Iwatsuki, Sabine Hennequin et Motomi Ito prennent Trichomanes diversifrons comme espèce représentative du genre Trichomanes, sous-genre Feea.
Cette espèce compte donc de nombreux synonymes, comme la moyenne des espèces d'Hymenophyllacées :
- Feea boryi Bosch
- Feea diversifrons (Bory) Copel.
- Hymenostachys elegans (Rudge) C.Presl
- Hymenostachys diversifrons Bory
- Ptilophyllum elegans (Rudge) Prantl
- Trichomanes elegans Rudge